# Бар Саума (митрополит)
Фома Бар Саума Нисибисский (сир. ܒܪܨܘܡܐ — «сын поста», «Постник»; греч. Βαρσοῦμας; между 415 и 420, Бет-Кардо — 492/495) — епископ Нисибисский. В ранние годы возможно был рабом, затем обучался в Эдесской школе. Вместе с покровителем школы епископом Эдессы Ивой Бар Саума был приверженцем несторианства и вместе с ним был изгнан из Эдессы решением Второго Эфесского собора. На Халкидонском соборе оба были оправданы и вернулись в Эдессу, но после смерти Ивы Бар Саума был вынужден снова покинуть Эдессу и вернуться в Персию.
Бар Саума стал приближённым к шаху Перозу человеком, основал церковь под его покровительством и стал епископом Нисибисским (435—489). Он учредил в Нисибисе богословскую школу, впоследствии прославившуюся своими экзегетическими трудами в духе Феодора Мопсуестийского и миссионерами, распространявшими несторианство в Восточной Азии. Благодаря деятельности Бар Саумы несторианство надолго оставалось единственной формой христианства в Сасанидской Персии.

## Биография

### Ранние годы
Бар Саума был арамейского происхождения, возможно, из Бет-Карду (Кордиены) в Северной Персии, он родился между 415 и 420 годами, видимо, в бедной семье. Согласно Симеону Бет-Аршамскому Бар Саума был рабом некоего Мары, однако, если он и был рабом, то должен был освободиться в раннем возрасте. Более ничего не известно о Бар Сауме до его попадания в Эдесскую школу. В Персии не существовало христианских школ, хотя христианство не было запрещено, поэтому жители Персии, желавшие обучаться в христианских заведениях, ехали в Эдесскую школу, основанную св. Ефремом. Эдесса находилась на территории Византийской империи недалеко от границы с Персией. Бар Саума тоже в юношеском возрасте поступил в эту школу. Патроном школы в то время был Ива (Ихива, Хиба) Эдесский, который стал епископом Эдессы в 435 году, а главой школы был ассириец Марун из Дилаиты. Про Иву писали, что он был главой партии диофизитов, атмосферу в школе называли «диофизитской» или «несторианской». Мировоззрение Бар Саумы сформировалось в школе под влиянием Ивы, в связи с чем Бар Саума стал сторонником Ивы и несторианцем. Но взгляды самого Ивы нельзя однозначно назвать несторианскими: одно и то же его письмо на одном соборе было признано ортодоксальным, а на другом осуждено как еретическое. Это показывает, насколько нечёткими были различия между течениями в христианстве.
У Бар Саумы были соученики: Акакий (впоследствии католикос — патриарх Востока), Нарсай, Мана (впоследствии епископ Ардашира), и Папа (впоследствии епископ Бет-Лапатский и митрополит Бет-Хузайский). У них были прозвища: «Бобовар» («Любитель фасоли»), «Дагон» и «Хрюша» («Маленькая свинья, Поросёнок»). Прозвище Бар Саумы было «Пловец среди гнезд» («Пловец в тростнике»).В школе Бар Саума переводил на сирийский труды Феодора Мопсуестийского.

### Соборы
В 449 году состоялся Второй Эфесский собор. Диофизитское учение Нестория было признано ересью в 431 год на первом Эфесском соборе, а сам он был лишен сана архиепископа Константинопольского. Перед собором 449 года был арестован и заключен в тюрьму учитель и покровитель Бар Саумы, епископ Ива Эдесский. На соборе Ива был осуждён и приговорён к изгнанию. Вместе с Ивой в изгнание отправился и Бар Саума. По словам У. Э. Виграма «Тот факт, что ещё сравнительно молодой человек был отмечен для осуждения вселенским собором, является свидетельством того, что он уже приобрел известность».
Через два года, в 451 году состоялся Халкидонский собор, на котором Ива был оправдан и возвращен на пост епископа Эдессы. Бар Саума вернулся с ним и до смерти Ивы в 457 году оставался в Эдессе. После смерти Ивы епископом стал Нонн, который занимал этот пост в период заключения и ссылки Ивы в 448—451 годах и был лишён поста Халкидонским собором. Бар Саума, как и большинство людей из окружения Ивы были изгнаны и вернулись в Персию. Бар Саума отправился в Нисибис проповедником, где прославился мастерским владением экзегетикой.

### В Персии при Перозе
В 459 году Персидским шахом стал Пероз, а патриархом Ассирийской церкви в начале его правления стал Бабовай I. Христианские писатели высоко оценивали Пероза, поскольку он приблизил как советчика христианина — Бар Сауму. Бар Саума был особенно любим царем Перозом и стал архиепископом Нисибиса. Несторианские источники сообщают, что Бар Саума стал епископом Нисибиса в 435 году, но эта дата не заслуживает доверия.
Шахиншах Пероз использовал Бар Сауму как дипломата на переговорах с византийцами. Расположение Нисибиса на границе Персии и Византии вынуждало Бар Саумы участвовать в улаживании конфликтов кочевников арабов. Бар Саума в одном из писем процитировал слова марзбана императору: «Епископ Нисибиса хорошо разбирается в делах границ».
В Нисибисе Бар Саума основал известную среди сирийцев Нисибийскую школу, куда перебрались многие преподаватели из Эдесской школы. Он сам преподавал в ней и установил её первые статуты. Руководителем школы Бар Саума назначил своего товарища, Нарсая.
В 484 году Бар Саума провёл Бет-Лапатский собор и выпустил первое из нескольких христологических заявлений Ассирийской церкви. Оно не сохранилось, но было, видимо, «диофизитским», поскольку Бар Эбрей назвал его несторианским, и противоречило господствовавшему на западе. Этот собор практически канонизировал Феодора Мопсуестийского. Другой канон собора закреплял законность брака для всех христиан, включая все ступени церковной иерархии, и сам Бар Саума воспользовался данным разрешением, женившись на бывшей (расстригшейся) монахине Мамаи (сир. ܐܘܡܡ). Отношения между патриархом и Бар Саумой были крайне враждебными. Некоторые епископы сбежали от Бабоваи к Бар Сауме. Причины этой вражды неясны, но у Бар Саумы были конфликты практически со всеми, с кем он контактировал в силу сложного характера. Хотя, возможно, истоки проблемы лежат в вопросе о целибате. В 485 году Бабоваи созвал в Селевкии собор, на котором запретил браки священников и отлучил Бар Сауму.
Согласно Бар-Эбрею и Михаилу Сирийцу, Бар Саума использовал совершённую Бабоваем ошибку. Патриарх написал письмо епископам в Рим, и просил их использовать своё влияние на византийского императора. Бабоваи надеялся, что император заступится за него перед шахиншахом. Среди прочих цветистых оборотов речи им было использовано выражение «Бог предал нас проклятому царству». Это письмо оказалось в руках Бар Саумы, но как это произошло, неясно. Бар Саума переправил письмо Перозу, который пришёл в ярость, прочтя его, и немедленно вызвал патриарха, который не стал отпираться и признал, что писал письмо. Он не смог объяснить Перозу, что «проклятое царство» — это всего лишь фигура речи. Бабоваи был казнён, а вскоре был признан мучеником. Версии казни патриарха отличаются, по одной его подвешивали за безымянный палец, пока он не умер, по другой «онъ былъ привязанъ за руки въ столбу и забичеванъ до смерти», Михаил Сириец писал, что «Бар Саума приказал отрезать ему язык под предлогом, что он оскорбил царя, затем ему отрубили голову». Ортис де Урбина в Сирийской патрологии писал, что неясно, "случилось ли это убийство по настоянию Барсаумы".
Три года пост патриарха был пуст, и в эти годы церковью руководил Бар Саума. По словам Бар-Эбрея, позаимствовавшего данные у более ранних писателей, после казни Бабоваи Бар Саума по политическим причинам советовал Перозу продвигать и поддерживать «ересь» в Персии. Якобы, для Пероза было бы выгоднее прервать связи своих христианских подданных с Римом.
Пероз согласился с доводами Бар Саумы и дал Бар Сауме свободу действий. Тот взял персидское войско и с ним прошёл через всю страну, принуждая христиан принять несторианство. Он изгнал из Мар Маттая «ортодоксальных» монахов, а в Ниневии его людьми было убито 90 священников и 7700 верующих. Собрав в (485) несколько епископов в Бет-Эдрай в Нухадре, он навязал им канон, разрешающий священникам вступать в брак. На более поздних соборах в Бет-Слуке и Селевкии (486) это было закреплено. Часть епископов избрала патриархом сотоварища по школе Бар Саумы, Бавоя Акакия, но «богохульный Бар-сола» («Сын обуви» вместо «сын поста», так Бар-Эбрей назвал его в насмешку) заставил Акакия принять несторианство. Однако следует помнить, что Бар-Эбрей был монофизитом, поэтому часть рассказов о Бар Сауме, по мнению У. Э. Виграма — «дикая клевета». Хотя  часть фактов, изложенных Бар-Эбреем, У. Э. Виграм признавал соответствующими истине. Видимо, после смерти Бабоваи Бар Саума с одобрения Пероза взял курс на отделение христианской церкви в Персии от западной. При этом, по словам Виграма, скорее всего, большая часть христиан Персии была на стороне Бар Саумы, поскольку сложно представить, что их легко было принудить - ассирийские христиане не были трусливыми и не боялись гонений.
Собор в Бет-Лапата был «высшей точкой» карьеры и власти Бар Саумы. Симеон Бет-Аршамский, враждебно относившийся к Бар Сауме современник, хорошо знавший такие детали, как школьные прозвища, ни слова не писал об убийствах. Видимо, рассказ Бар-Эбрея о массовых убийствах можно отбросить, хотя намеки поклонника Бар Саумы, Амра, говорят, что кровопролитие по вине Бар Саумы было возможно.
Среди христиан Персии было меньшинство, отказавшееся принять диофизитство. Среди них был товарищ Бар Саумы по школе, а к тому времени уже епископ Бет-Лапата, Папа. Кроме него были жители Тикрита, монахи из Ктесифона и из монастыря Мар-Маттай у Мосула на горе Альфаф.
Бар Саума собирался стать патриархом вместо Бабоваи, однако вскоре после собора в Бет-Лапате Пероз погиб.

### В Персии после Пероза
Новый правитель, брат Пероза Балаш, назначил патриархом Ассирийской церкви старого товарища Бар Саумы, Акакия. Какое-то время Бар Саума отказался признать Акакия, но вскоре митрополит Нисибисский был вынужден признать своё поражение и выговорить условия. В августе 485 года в Бет-Эдрай, в провинции Нухадра, состоялся собор епископов. Бар Саума всё ещё имел сторонников: его поддерживали митрополиты Бет-Гармайские и Фарса и епископ Кашкара. Сторонником Акакия был только епископ Бет-Лапата, Папа. Однако Бар Сауме пришлось смириться и признать Акакия патриархом. Кроме того, Бар Саума согласился признать отменёнными постановления собора в Бет-Лапате и согласился с созывом нового собора. В ответ Акакий признал Бар Сауму митрополитом Нисибиса. Вероятно, сохранению Бар Саумой поста способствовали пограничные беспорядки и набег арабов, совпавший по времени с собором в Бет-Эдрай. Бар Саума писал в письме: «Люди, которые не знают, думают, что епископ Нисибиса хорошо проводит время; но в течение двух лет у нас была чума и голод, а теперь арабы Ту’ан совершили набег, грабя вокруг Нисибиса и римскую границу». Ещё в одном письме Бар Саума называл себя «самым скромным из слуг» Акакия, сожалеет о «человеческих страстях», которые привели к его «нехристианскому синоду» в Бет-Лапате и его «нехристианскому восстанию» против Бабоваи. Немного позже епископ Нисибиса по просьбе Акакия пытался примирить епископа и жителей Сузы.
Под влиянием Бар Саумы Балаш изгнал монофизитов,  в царстве они остались лишь в Тагрите. В Армении Бар Саума хотел ввести несторианство, но не преуспел. В 489 году Эдесская школа была разогнана, а на её месте построена церковь. Основанная Бар Саумой в Нисибисе школа приняла изгнанных из Эдессы наставников и учеников. «Это было великое дело, которое должно было иметь влияние, о котором создатель не мог и мечтать». В 491 году Бар Саума снова был в открытой войне с Акакием. Причины ссоры неизвестны, но то, что стороны обменивались анафемами, говорит о более глубоком, чем ранее, конфликте. В то же время у Бар Саумы был ещё один конфликт — с Нарсесом. Согласно Бар-Эбрею он случился из-за женщины, но Бар Сауме в это время должно было быть более 70 лет, а Нарсес был лишь немногим младше Бар Саумы. Примерно во время ссоры с Бар Саумой Акакий поехал по поручению шахиншаха в Константинополь. Здесь он в качестве дополнительного доказательства ортодоксальности предал анафеме Бар Сауму. Акакий вернулся в Персию. Он обещал свергнуть Бар Сауму, но до его возвращения тот умер. По словам Бар-Эбрея, ходили слухи, что он был убит монахами Тур-Абдина «ключами от их келий». В Нисибийской церкви Мар Якоб показывали захоронение Бар Саумы.

## Личность и значение
По словам У. Э. Виграма, «когда мы вспоминаем, какая часть культуры средневековой Европы пришла к ней через сарацинов и что „несториане“ были учителями сарацинов, возникает вопрос, не обязаны ли Оксфорд, Кембридж и Париж неожиданным образом Бар Сауме, хотя дорога из Нисибиса в эти центры может проходить через Багдад и Саламанку». Бар Саума — это «одна из самых ярких и живописных, но не из самых святых фигур в истории церкви».
Историки церкви отмечают, что своим распространением в Персии и на Востоке несторианство обязано Бар Сауме «больше, чем кому-либо другому», он был «главнейшим поборником несторианства». «В присоединении Персидской церкви к несторианству существенную роль, по-видимому, сыграл митрополит Нисибиса Барсаума». «Бар Саума был человеком, который сделал церковь Персии несторианской».
Церкви миафизитской традиции «помнят Бар Сауму как грозного преследователя западно-сирийского духовенства в северном Ираке». Мхитар Айриванеци и Михаил Сириец называли его «нечистый Бардзум», «Нечистый Бар Саума», «богохульный Бар-сола», для Товмы Арцруни он «кровожадный Барсоума», совершавший «чудовищные жестокости».
Бар Сауму иногда путают с его современником аскетом св. Бар Саумой.